# I-53 (sous-marin, 1925)
Pour les articles homonymes, voir I-53 (sous-marin).
Le I-53 (イ-53) (plus tard renommé I-153) est un sous-marin japonais de la classe Kaidai (伊号第五三潜水艦, I-gō Dai-Hyaku-gojūsan sensuikan, classe I-53/I-153) de la sous-classe Kaidai IIIa (Type KD3a, Kaidai 3 gata a (海大III型a?)) construit pour la marine impériale japonaise.

## Contexte
Après la Première Guerre mondiale, la marine impériale japonaise a réévalué l'utilisation de la guerre sous-marine comme élément de stratégie de flotte en raison du déploiement réussi de croiseurs-sous-marins à long rayon d'action pour les raids commerciaux des principales marines de combat. Les stratèges japonais en sont venus à réaliser les possibilités d'utilisation de l'arme pour la reconnaissance à longue portée, et dans une guerre d'usure contre une flotte ennemie qui s'approchait du Japon. Deux grands sous-marins japonais à longue portée avaient déjà été construits dans le cadre du programme de la flotte des Huit-six en tant que prototypes (I-51 et I-52), mais l'arrivée le 20 juin 1919 de sept U-boote allemands reçus par le Japon en réparation de guerre à la fin de la Première Guerre mondiale a conduit à une refonte complète. Les Japonais ont rapidement embauché des centaines d'ingénieurs et de techniciens de sous-marins allemands et d'anciens officiers de sous-marins allemands au chômage à la suite de la défaite de l'Allemagne pendant la Première Guerre mondiale, et les ont fait venir au Japon dans le cadre de contrats de cinq ans. L'ONI (Office of Naval Intelligence) américain a estimé que quelque 800 conseillers allemands s'étaient rendus au Japon à la fin de 1920. Les Japonais ont également envoyé des délégations en Allemagne, et ont participé activement à l'achat de nombreux brevets.

## Description
Les sous-marins de la sous-classe KD3A ont été les premiers sous-marins de croisière de conception japonaise produits en série. Basés en grande partie sur le Kaidai Type II (I-52), un sous-marin indigène à double coque renforcée, leur conception a également été influencée par le plus grand des sous-marins allemands aux mains des Japonais, le SM U-125.
Ils ont un déplacement de 1 829 t en surface et 2 337 t en immersion. Les sous-marins mesuraient 100 m de long, avaient une largeur de 8 m et un tirant d'eau de 4,82 m. Les sous-marins permettaient une profondeur de plongée de 60 m et un possédaient un effectif de soixante officiers et membres d'équipage. La coque avait presque les mêmes dimensions extérieures que celle du I-52, mais l'épaisseur accrue de la coque intérieure permettait une profondeur de plongée de 60 m. Le volume intérieur a été légèrement augmenté en rendant la coque légèrement trapézoïdale en section transversale, au prix de 300 t de déplacement supplémentaire. Les différences externes comprenaient un coupe filet anti-sous-marin à la proue, ainsi qu'un joint torique pour le remorquage.
Sulzer a été retenu comme fabricant des moteurs diesel, dont les performances étaient légèrement supérieures à celles des moteurs du I-52. Pour la navigation de surface, les sous-marins étaient propulsés par deux moteurs diesel de 3 400 ch (2 535 kW), chacun entraînant un arbre d'hélice. En immersion, chaque hélice était entraînée par un moteur électrique de 900 ch (671 kW). Ils pouvaient atteindre 20 nœuds (37 km/h) en surface et 8 nœuds (15 km/h) sous l'eau. En surface, les KD3A avaient une autonomie de 10 000 milles nautiques (19 000 km) à 10 nœuds (19 km/h) ; en immersion, ils avaient une autonomie de 90 milles nautiques (170 km) à 3 nœuds (5,6 km/h).
Les sous-marins étaient armés de huit tubes lance-torpilles internes de 53,3 cm, six à l'avant et deux à l'arrière. Ils transportaient une recharge pour chaque tube, soit un total de seize torpilles. Ils étaient également armés d'un canon de pont de 120 mm (4,7 in) pour le combat en surface.

## Construction
Construit par l'Arsenal naval de Kure au Japon, le I-53 a été mis sur cale le 1er avril 1924 sous le nom de Sous-marin no 64(第六十四号潜水艦, Dai-rokujūyon-gō sensuikan).  Il est renommé I-53 (伊号第五三号潜水艦, I-gō Dai-gojūsan-gō sensuikan) le 1er novembre 1924. Il a été lancé le 5 août 1925, achevé et mis en service le 30 mars 1927 et est rattaché au district naval de Kure. Le Capitaine de frégate (海軍中佐 (Kaigun-chūsa)) Takasu Sanjiro prend le commandement du sous-marin.

## Histoire de service

### Avant-guerre
Lors de sa mise en service, le I-53 a été rattaché au district naval de Kure. Le 5 septembre 1927, la 18e division de sous-marins fut créée au sein du district, et il fut affecté à la nouvelle division.
Le 27 février 1936, le I-53 naviguait en surface par visibilité limitée dans l'océan Pacifique au large de Honshu, au Japon, lorsqu'il a subi une panne de moteur et que le sous-marin I-55 l'a percuté accidentellement à 32 milles nautiques (59 km) au sud-est du phare de Daiosaki. Les deux sous-marins ont subi des dommages mineurs.
En novembre 1941, la 18e division de sous-marins, qui comprenait également les I-54 et I-55, faisait partie du 4e escadron de sous-marins. La division était basée à Sanya, sur l'île Hainan, en Chine, en décembre 1941, en prévision du conflit à venir dans le Pacifique.

### Seconde Guerre mondiale

#### Première patrouille de guerre
Juste avant l'attaque de Pearl Harbor, le I-53 a commencé une patrouille au nord des îles Anambas pour soutenir l'Opération E, l'invasion japonaise de la Malaisie. Les hostilités ont commencé en Asie de l'Est le 8 décembre 1941 (le 7 décembre à travers la ligne internationale de changement de date à Hawaï, où le Japon a commencé la guerre avec son attaque sur Pearl Harbor). Après une patrouille sans incident, le I-53 est arrivé à Cam Ranh en Indochine française occupée par les Japonais.

#### Seconde patrouille de guerre
Le I-53 commença sa deuxième patrouille de guerre le 29 décembre 1941, au départ de Cam Ranh, mais il subit des dommages dans une mer agitée, ce qui l'obligea à revenir à Cam Ranh le 31 décembre pour des réparations. Ses réparations terminées, il quitta à nouveau Cam Ranh le 6 janvier 1942 et prit une position de patrouille au nord-ouest de Java. Il revint à Cam Ranh le 24 janvier.

#### Troisième patrouille de guerre
Le I-53 a quitté Cam Ranh le 7 février 1942 pour commencer sa troisième patrouille de guerre. Il a traversé le détroit de Lombok le 20 février et est entré dans l'océan Indien, où il a torpillé et coulé le pétrolier auxiliaire néerlandais Ben 2 de 917 tonneaux de jauge brute — qui faisait route de Surabaya, Java, vers l'Australie avec une cargaison d'obus d'artillerie de 150 millimètres — à 25 milles nautiques (46 km) au sud-ouest de Banyuwangi, Java, le 27 février. Le 28 février, il a torpillé le cargo britannique City of Manchester, d'une capacité de 8 917 tonneaux de jauge brute, dans l'océan Indien, à la position géographique de 8° 16′ S, 108° 52′ E, infligeant des dommages supplémentaires au navire par des tirs d'artillerie. Le City of Manchester, en flammes, a rapidement coulé. Le I-53 acheva sa patrouille le 8 mars 1942, arrivant à Staring-baai dans les Célèbes.

#### Kure
Le 4e escadron de sous-marins a été dissous le 10 mars 1942, et le I-53 a été affecté à l'unité de garde de Kure dans les eaux territoriales japonaises. Parti de Staring-baai le 16 mars, il est arrivé à Kure, au Japon, le 25 mars, et a pris ses fonctions de navire-école. Il a subi des dommages mineurs lorsque le ravitailleur de sous-marins Chōgei l'a frôlé dans la mer intérieure le 6 mai 1942, et le 20 mai 1942, il a été renuméroté I-153.
Le 5 janvier 1943, le I-153a participé à une expérience de camouflage de sous-marins de l'École navale de sous-marins en mer intérieure, dans le cadre de laquelle un schéma de camouflage noir a été appliqué à la coque supérieure et aux côtés des tours de contrôle du sous-marin I-156.
La 18e division des sous-marins a été désactivée le 31 janvier 1944, et le I-153 a été placé en réserve et transféré à la branche de Hirao de l'école de sous-marins de Ōtake pour servir de navire-école. Il a été mis en sommeil à Hirao le 15 août 1945, le jour où les hostilités ont cessé.

### Élimination
Le I-153 a été remis aux Alliés et a été rayé de la liste de la Marine le 30 novembre 1945. Apparemment, il faisait partie de plusieurs sous-marins japonais capturés et coulés comme cibles d'artillerie par le destroyer HMAS Quiberon de la Royal Australian Navy (Marine royale australienne) et le sloop HMIS Sutlej de la Royal Indian Navy (Marine royale indienne) dans la mer intérieure le 8 mai 1946,,, bien que certaines sources affirment qu'il a été mis au rebut en 1948 plutôt que coulé.